# Мангупи оверавају матуру
Мангупи оверавају матуру (енгл.  — „Америчка пита”) је тинејџерска комедија из 1999. године. Филм је редитељски деби браће Пола и Криса Вајца, док је сценарио написао Адам Херз. После великог комерцијалног успеха, уследила су три наставка филма: Америчка пита 2 (2001), Америчка пита 3: Венчање (2003) и Америчка пита: Поново на окупу (2012).
Радња филма прати петорицу младића који похађају школу Ист Грејт Фолс: Џима Левенстина (Џејсон Бигс), Криса Острајкера (Крис Клајн), Кевина Мајерса (Томас Ијан Николас), Стивена Стифлера (Шон Вилијам Скот) и Пола Финча (Еди Кеј Томас). Сви, сем Стифлера, кладе се да ће изгубити невиност пре матуре. Наслов филма потиче из истоимене народне песме и односи се се на једну на сцену у филму, у којем је главни лик ухваћен док мастурбира користећи питу након што је рекао да је осећај који трећа база пружа као „топла пита од јабука“ (популарно америчко јело Apple pie). Сценариста Адам Херз је констатовао да се наслов такође односи на покушаје губљења невиности у средњој школи, што је „амерички колико и пита од јабука“.
Поред основног серијала, постоји и четири филма која су објављена директно на DVD под насловом Америчка пита представља: Музички камп (2005), Гола миља (2006), Бета братство (2007) и Књига љубави (2009).

## Радња
Џим је матурант у средњој школи у Мичигену. Као и већина његових вршњака, опседнут је сексом. С обзиром на то да нема девојку, забавља се гледајући порно филмове на сателитским програмима. Његов отац се не устручава да му даје савете о сексу који су, додуше, потпуно застарели. Да ситуација буде још гора, он савете даје у најнезгоднијим тренуцима. С обзиром на интересовања, Џим ће се са најбољим пријатељима: Кевином, Финчом и Озом договорити да до матурске вечери изгубе невиност. Међутим, то баш и није једноставан задатак. Кевин има проблема са својом девојком Вики, Финчу се свиђа мајка њиховог пријатеља, а Оз се заљуби у озбиљну Хедер, која није девојка за авантуру на једну ноћ. Џиму ће се највише допасти Нађа, лепа чешка ученица на размени, али са њом баш и не успева да се зближи, па се окреће наизглед непривлачној Мишел која му даје пријатељске сексуалне инструкције.

## Улоге
| Глумац             | Улога                   |
| ------------------ | ----------------------- |
| Џејсон Бигс        | Џим Левенстин           |
| Томас Ијан Николас | Кевин Мајерс            |
| Шон Вилијам Скот   | Стив Стифлер            |
| Еди Кеј Томас      | Пол Финч                |
| Алисон Ханиган     | Мишел Флаерти           |
| Крис Клајн         | Крис „Оз” Острајхер     |
| Шенон Елизабет     | Нађа                    |
| Тара Рид           | Викторија „Вики” Лејтам |
| Мина Сувари        | Хедер                   |
| Наташа Лион        | Џесика                  |
| Јуџин Леви         | господин Левенстин      |
| Моли Чик           | госпођа Левенстин       |
| Крис Овен          | Чак „Шерминатор” Шерман |
| Џенифер Кулиџ      | Џенин Стифлер           |
| Џон Чо             | Џон                     |
| Џастин Ајсфелд     | Џастин                  |